# Enoplognatha joshua
Enoplognatha joshua är en spindelart som beskrevs av Chamberlin och Ivie 1942. Enoplognatha joshua ingår i släktet Enoplognatha och familjen klotspindlar. Inga underarter finns listade i Catalogue of Life.